# Apache Axis
阿帕奇 Axis 是一個開源、建基於XML的Web服務架構。它包含了Java和C++語言實現的SOAP伺服器，以及各種公用服務及API以生成和部署Web服務應用。用阿帕奇Axis開發者能夠創造可互操作的，分佈式的計算應用。Axis由Apache軟件基金會主持下制訂的。

## Axis Java
當利用Java版Axis有兩個途徑，以Java碼作為Web服務。最簡單的一種是使用原生的jws（Java Web Service的文件）。另一種方法是使用定制的部署文件。定制部署讓您能自選資源，什麼要予以曝光。

參見Apache AXIS2。

### JWS Webservice 創作
jws文件包含Java類的源代碼要予以作為Web Service。一個普通的Java文件與jws文件主要區別是擴展名。另一個區別是，jws檔案部署源代碼，而不是編譯的類文件。
下面的例子是取自 http://ws.apache.org/axis/java/user-guide.html#PublishingWebServicesWithAxis（页面存档备份，存于）.
它將揭露方法加減類計算器。
```
 
public
 
class
 
Calculator
 
{

   
public
 
int
 
add
(
int
 
i1
,
 
int
 
i2
)
 
{

     
return
 
i1
 
+
 
i2
;
 

   
}

 

   
public
 
int
 
subtract
(
int
 
i1
,
 
int
 
i2
)
 
{

     
return
 
i1
 
-
 
i2
;

   
}

 
}

```

#### JWS webservice 的部署
一個 Axis Servlet的部署，你只需要拷貝jws檔案 到伺服器的 Axis 目錄。如果你使用的是Apache 的container 如tomcat。

#### JWS webservice 進入
進入jws Web Service是方便使用的URL"http://localhost:8080/axis/Calculator.jws". 如果您正在運行一個定制配置踞是tomcat或者不同的容器中，URL中可能會不同。

## 相關技術
- Apache Axis2 - 重寫及重新設計的 Axis
- Java的Web服務開發套件 - Java的Web服務開發套件
- XML界面，對網絡服務 - RPC/web services 技術架構
- Web服務調用框架 - JavaAPI引用Web服務